# Titularbistum Thiges
Thiges war eine antike Stadt in der römischen Provinz Byzacena bzw. Africa proconsularis in der Sahelregion von Tunesien.
Thiges (ital.: Tiges) ist ein ehemaliges Bistum der römisch-katholischen Kirche und heute ein Titularbistum.
| Titularbischöfe von Thiges |                                                          | |                    |                    |
| Nr.                        | Name                                                     | Amt | von                | bis                |
| 1                          | Luis Del Rosario SJ Titularerzbischof pro hac vice       | emeritierter Erzbischof in Zamboanga (Philippinen)                                                                             | 12. August 1966    | 22. September 1970 |
| 2                          | Georg Moser                                              | Weihbischof in Rottenburg (Deutschland)                                                                                        | 12. Oktober 1970   | 12. März 1975      |
| 3                          | Eduardo Francisco Pironio Titularerzbischof pro hac vice | Pro-Präfekt der Kongregation für die Institute geweihten Lebens und für die Gesellschaften apostolischen Lebens (Vatikanstadt) | 20. September 1975 | 24. Mai 1976       |
| 4                          | Eugeen Laridon                                           | Weihbischof in Brügge (Belgien)                                                                                                | 11. Juni 1976      | 20. Oktober 1999   |
| 5                          | Stanisław Gębicki                                        | Weihbischof in Włocławek (Polen)                                                                                               | 11. Dezember 1999  |                    |